# Limonia juvenca
Limonia juvenca là một loài ruồi trong họ Limoniidae. Chúng phân bố ở miền Cổ bắc.